# Анненково (Ульяновск)
Анненково — село в Железнодорожном районе городского округа Ульяновска. 
Расположено в 10 км к юго—западу от центра Ульяновска, на берегу реки Грязнушка.

## История
В 1796 году дворянин Александр Иванович Анненков переселил часть крестьян, которые жили в Вырыпаевке, поближе к земле, которая проходила вдоль реки Грязнушка, и эту деревню назвал   Грязнушка (Малое Анненково). Малое Анненково —  названо для отличия от старинного большого села Анненкова (ныне Степное Анненково), находящегося тоже в Симбирском уезде, в Загудаевской волости.
В 1859 году в сельце Грязнушка (Малое Анненково) насчитывалось 34 двора с населением 313 человек. 
В 1861 году число дворов достигло 58, которые имели 413 десятин земли. На западном конце села был родник, который втекал в речку Грязнушку, там Анненковыми была построена плотина, образовался пруд. Чуть восточнее пруда была построена каменная церковь, школа была открыта в 1872 году при Фёдоре Александровиче Анненкове.  
С 1893 года в усадьбе господина Анненкова, существует каменная домовая церковь с престолом в честь Воздвижения животворящего Креста Господня, построенная и содержимая на средства г-на Анненкова; Богослужение в ней совершается наёмными священником и псаломщиком. В советское время церковь перестроили в клуб и в кинотеатр, ныне полуразрушена.  В этой церкви служил священник Виктор Федорович Троицкий . 
В 1898 году мимо села проложили железную дорогу — ветка Симбирской железной дороги Инза — Симбирск, у села открыли остановочный пункт «878 км» (ныне «Анненковский лес»), а рядом с селом открыли разъезд (станцию) Анненково.
В 1913 году в Анненкове (Грязнушке) было 92 двора, 596 жителей, каменная Крестовоздвиженская церковь, церковно-приходская школа, винокуренный и крахмальный заводы.
С 1918 по 25 августа 1919 годы в селе существовала сельскохозяйственная трудовая коммуна имени III Интернационала, которую перевели в имение князя Оболенского при селе Ивановка (ныне Ивановский детский дом им. А. Матросова).
Во время гражданской войны в Анненкове произошла схватка между белыми отрядами и Самаро-Симбирской железной дивизией. После боя одну группу похоронили на восточной окраине села оттуда берут начало, Центральная и Восточная улицы. До сих пор люди находят гильзы и оружие со времён гражданской войны. В начале советской власти была разрушена церковь, местные кладоискатели при раскопке обнаружили склеп, где нашли тело Владимира Фёдоровича Анненкова. С него сняли золотой крест, ордена, а самого кинули в яму и засыпали мусором.  
На 1927 год село Анненково-Грязнушка в Анненковском с/с Ульяновской волости Ульяновского уезда Ульяновской губернии, в котором жило в 151 дворе 778 жителей, есть школа 1-й ступени. 
В 1930 году был основан колхоз «Новая деревня», потом переименованный в колхоз «Ленинец». 
22 июня 1941 года во время Великой Отечественной войны погибли 65 анненковцев, им был установлен памятник возле пруда. 
В 1954 году было проведено электричество, а в 1987 году провели газ. На улице Центральная построен магазин, а медицинский пункт расположен на улице Школьная. Так же в селе Анненково есть кладбище и была лесопилка и ферма, сады.
Решением Ульяновского облисполкома от 3 мая 1988 года № 200 село передано в административное подчинение Железнодорожному районному Совету народных депутатов г. Ульяновска.
С 2004 года село Анненково входит в Железнодорожный район городского округа Ульяновска.

## Население
- В 1859 году в сельце Грязнушка (Малое Анненково) было 34 двора с населением 313 человек[5].

- В 1900 году в 73 дворах жило: 251 м. и 267 ж.[6];

- В 1927 году в 151 дворе жило 778 жителей.
- В 1996  — население 267 человек[16],

- На 2010 году — 261 человек.

## Достопримечательности
- Крестовоздвиженская церковь

## Род Анненковых
- Анненков, Евграф Александрович (1763—1798)
- Анненков, Николай Петрович (1790—1865)
- Анненкова, Варвара Николаевна (1795—1870)
- Анненков, Владимир Егорович (1795—1875)
- Анненков, Николай Николаевич (1800—1865)
- Иван Анненков (1802—1878) участвовал в восстании декабристов и был знаком с А. С. Пушкиным.
- Анненков, Николай Епафродитович (1805—1826).
- Анненков, Павел Васильевич (1812—1887)
- Анненков, Николай Иванович (1819—1889)
- Анненков, Михаил Николаевич (1835—1899)
- Анненкова, Мария Сергеевна (1837—1924)
- Анненков, Константин Никанорович (1843—1910)
- Анненков, Георгий Семёнович (1848—1885)
- Анненков, Борис Владимирович (1889—1927)
- Анненков, Юрий Павлович (1889—1974)

## Улицы
- ул. Восточная, ул. Западная, ул. Переездная, ул. Родниковая, ул. Солнечная, ул. Средняя, ул. Центральна, ул. Школьная[17]

## Галерея

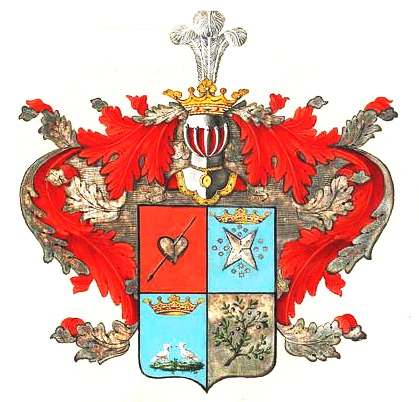
Родовой герб Анненковых.
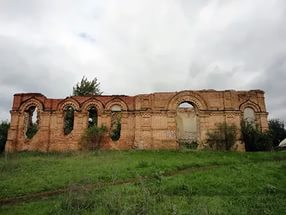
Развалины церкви Воздвижения Креста Господня при усадьбе Анненковых.
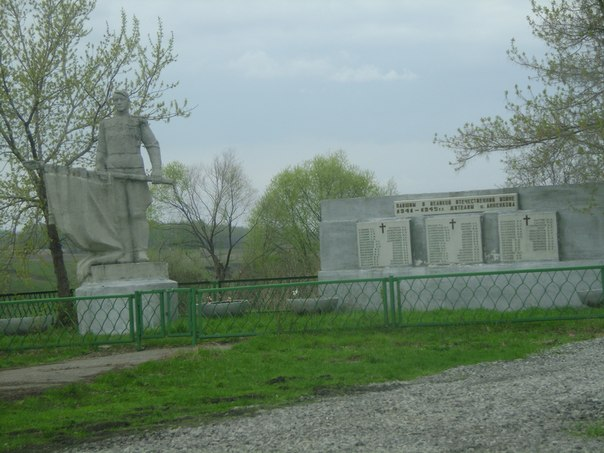
Памятник — односельчанам, погибшим в годы Великой Отечественной войны (п. Анненково, ул. Центральная).
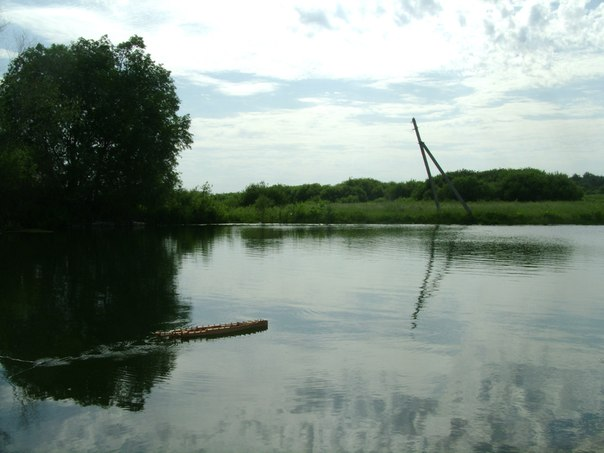
Пруд села Анненкова.
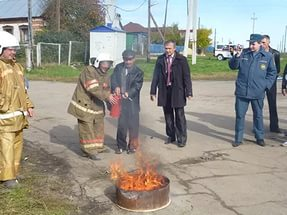
Пожарные учения в селе Анненкове.